# المرأة في كرواتيا
تُشكّل المرأة في كرواتيا نصف عددَ السكان كما لها حقوق مساوية للرجل في مُختلف المجالات.

## التركيبة السكانية
وفقا لتعداد 2011 فإنّ هناكَ 2,218,554 لمرأة في كرواتيا من أصلِ 4,284,889 الذي هو مجموع عددُ السكّان ككل. من حيثُ النسب فهناك 1.06 ذكر مُقابل أنثى واحدة وذلكَ عند الولادة حتّى سنّ الرابِعة عشر في حين تتغيّر المعطياتُ بعد ذلك حيثُ يصبحُ 0.99 ذكر مُقابل كل أنثى وذلك في الفئة العمريّة بينَ 15 و64 سنة ثمّ يُشكّل الذكور ما نسبتهُ 0.64 فقط مُقابل كل أنثى وذلك ما فوقَ الـ 64 سنة. بشكلٍ عام تبلغُ نسبة إجمالي السكان 0.93 ذكرًا مُقابِل كل أنثى فيما يبلغُ متوسط عمر المرأة في كرواتيا 80.1 سنة (إحصائيات عام 2012).
في عام 2009؛ سجّلت الدولة 44,577 مولودًا؛ 22,877 منهم ذكور و21,700 إناث وتُعتبر هذه الإحصائيات شديدة الدّقة باعتبار أنّ كل الولادات الحديثة تتمّ في مستشفيات تابعة للدولة أو خاصّة ومُلزمة بتمرير كل الإحصائيات إلى الوزارة المعنيّة. يبلغُ العدد الإجمالي للأطفال الذينَ ولدوا في إطار الزواج أو خلال 300 يوم بعد نهاية الزواج 38,809 طفلًا فيما يبلغُ متوسط عمر الأمهات عند ولادة طفلهنّ الأول 27 سنة و5 أشهر. في السياق ذاته؛ فإنّ معدل الخصوبة العام؛ أي عدد المواليد لكل 1000 سيّدة يتراوحُ عمرها بين 15-49 هو 42.9 ويبلغُ المعدل ذروته حينَ يُسجّل 101.0 في صفوفِ النساء اللاتي تتراوح أعمارهنّ بين 25-29.
على مستوى العمل وحسبَ إحصائيات عام 2014؛ فقد بلغَ عددُ العاملين في كرواتيا 1.342 مليون؛ 46% من هذا العدد نساء. أمّا إحصائيات عام 2013 فتقولُ إنّ السبب الرئيسي في وفاة النساء في كرواتيا هو الخلل على مستوى نظام الدورة الدموية حيثُ تسبّب في مقتل ما نسبته 54.3% من إجمالي المتوفيات تليها الأورام بنسبة 23.6% إلى جانبِ أسباب أخرى كالإصابات الخطرة، حالات التسمم وغيرها من الأسباب الخارجية (4.3%)، أمراض الجهاز التنفسي (3.5%)، أمراض الجهاز الهضمي (3.3%)، الغدد الصماء والأمراض الاستقلابية (2.8%).

## نساء كرواتيات
في تاريخ كرواتيا؛ برزت عددٌ منَ النساء اللائي شكلنَ علامة فارقة في عديدِ المجالات فبدأً من يلينا نيلبشيتش التي كانت ملكة مملكة البوسنة مرورًا ببياتريكا فرانكوبان التي كانت وريثة قلعة هونيدوارا وصولًا لكاترينا زرينسكا التي كانت هي الأخرى فردًا من أفراد العائلة المالكة في تلكَ المنطقة. هناكَ أيضًا سافكا دابشيفيتش كوشار وهي سياسة كرواتيّة برزت خلالَ الفترة الشيوعية وأصبحت خامس رئيسٍ للبلد وأوّل سيدة تشغلُ هذا المنصبَ في البلاد.
على المستوى الفنّي هناكَ إيفانا بيرليتش ماجورانيتش وتعدّ أحد أبرز الكاتبات التي تخصّصت في مجال كتب الأطفال إلى جانبِ سلافه راسكاج التي اعتُبرت أعظم رسامة كرواتيّة من أواخر القرن 19 حتى أوائل القرن 20 وكذا درة بيجاشيفيتش التي صارت رمزًا من رموز الموسيقى الكرواتية بالإضافة إلى باولا فون بريرادوفيتش كاتبة كلمات النشيد الوطني لدولة النمسا.

## حسبَ القانون
المساواة بين الجنسين هي جزء من المادة الثالثة من دستور جمهورية كرواتيا. هذه الأخيرة استحدثت مكتبًا للمساواة بين الجنسين منذ عام 2003. كما يحقُ للمرأة الكرواتيّة الاقتراع وذلك منذُ عهد جمهورية يوغوسلافيا الاشتراكية الاتحادية في عام 1945.